# DNAR

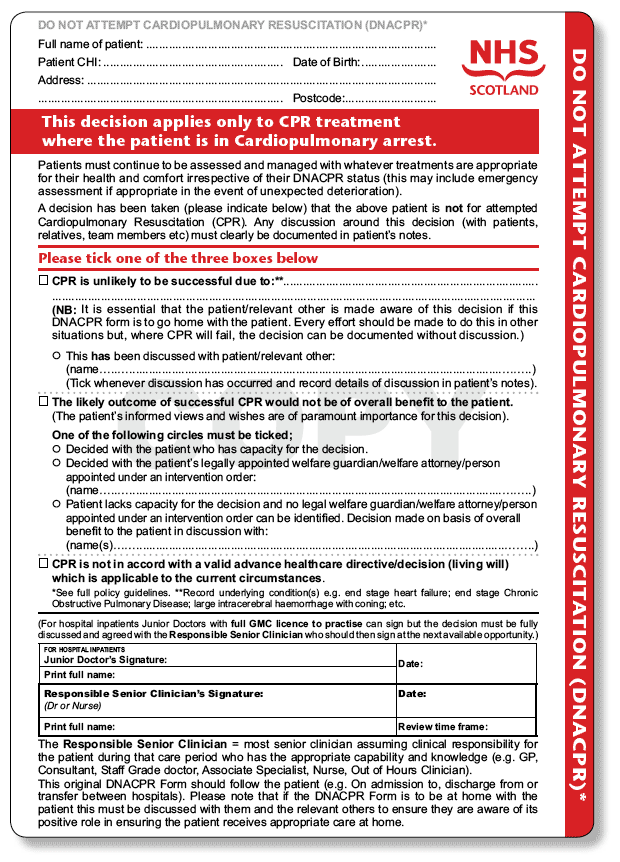
Przykładowa deklaracja DNAR ze Szkocji

DNAR (DNR; ang. Do Not (Attempt) Resuscitat(ion)) – deklaracja podpisywana przez pacjenta przed operacją w przypadku jego prośby o niepodejmowaniu przez lekarzy resuscytacji w momencie zatrzymania u niego krążenia krwi lub oddechu. W przypadku podpisania DNAR resuscytacja nie jest podejmowana. Pacjenci decydują się na podpisanie deklaracji zazwyczaj przed ryzykowną operacją, która grozi śmiercią mózgu, śpiączką itp.